# Стергут
Стергут — озеро в Осташковском городском округе Тверской области России.
Расположено на северо-западе Осташковского городского округа, рекой Прокоп соединяется с озером Стерж.  

## Данные водного реестра
По данным государственного водного реестра России относится к Верхневолжскому бассейновому округу, водохозяйственный участок реки — Волга от истока до Верхневолжского бейшлота. Речной бассейн реки — (Верхняя) Волга до Куйбышевского водохранилища (без бассейна Оки).
Код объекта в государственном водном реестре — 08010100111110000000094.